# Pierre Bourguignon
Pour les articles homonymes, voir Bourguignon.
Pierre Bourguignon est un homme politique français né le 6 février 1942 à Rouen (Seine-Maritime) et mort le 27 mars 2019 à Saint-Aubin-lès-Elbeuf (Seine-Maritime).
Franc-maçon, il a présidé la Fraternelle parlementaire de 2005 à 2008, qui regroupe les frères francs-maçons élus ou fonctionnaires du Parlement.

## Biographie
Fils d'Yvonne Gancel et de Maurice Bourguignon, Pierre Bourguignon grandit à Rouen et à Dieppe où il pratique le scoutisme. Après des études au lycée Corneille à Rouen, Pierre Bourguignon milite au Parti socialiste unifié (PSU) de 1961 à 1974 dans lequel il s'engage aux côtés de Michel Rocard pour livrer ses premiers combats contre le fascisme[réf. nécessaire] et le colonialisme en Algérie. En 1974, lorsque la direction rocardienne est mise en minorité, il quitte le PSU pour adhérer au Parti socialiste.
Il gagne son premier mandat de député en 1981 dans une circonscription considérée comme un « bastion » du PCF, face à Roland Leroy, figure historique du PCF et alors directeur de L'Humanité. En 1989, il enlève la mairie de Sotteville-lès-Rouen à la droite, victoire qui permet au SIVOM de Rouen de basculer à gauche. Il y est alors un des principaux promoteurs du projet « métrobus » en tant que vice-président chargé des transports.
À Sotteville-lès-Rouen, il met en œuvre une politique de la ville globale en agissant à la fois sur l'urbanisme, l'éducation, le sport et la culture. Il crée le festival des Arts de la rue VivaCité, le premier raid urbain City Raid, les Olympiades Intergénération... Il instaure dès les années 1980 des activités périscolaires dans les écoles sur le temps du midi "Les Ateliers du midi".
Respectant l'accord de désistement républicain, il ne se maintient pas au second tour de l'élection législative de 1993, mais récupère son siège 4 ans plus tard à l'occasion de la dissolution de 1997. Il est réélu député le 16 juin 2002.
Le 17 juin 2007, il est réélu député, pour la XIIIe législature (2007-2012), dans cette circonscription de Seine-Maritime (3e) avec 66,94 % des suffrages exprimés. Il fait partie du groupe Socialiste, radical et citoyen.
De 1993 à 2008, Pierre Bourguignon préside l'Association des maires ville et banlieue de France (AMVBF). Depuis 2008 il en est Président d'Honneur, Membre du Bureau.
Depuis 2001, il préside le Conseil national de la formation des élus locaux (CNFEL).
De 2007 à 2012, il copréside le Forum pour la gestion des villes, chargé du Conseil de développement. Il est membre du Comité d'honneur de l'Association pour le droit de mourir dans la dignité.
Par décret du Premier Ministre, Pierre Bourguignon est renouvelé en 2010 au sein du Conseil national des villes. Il en est membre du bureau.
Malgré un contexte personnel très difficile, il est réélu aux élections municipales de mars 2008 dès le premier tour avec près de 60 % des voix dans la commune de Sotteville-lès-Rouen. Quelques jours après sa réélection, il perd son épouse Marie-France des suites d'une longue maladie.
Il crée l'Agence d'urbanisme de Rouen et des boucles de Seine et Eure (Aurbse), la 32e en France, dont il devient président lors de l'assemblée générale constitutive le 15 juin 2009.
Par décret du Président de la République française, il est promu Officier dans l'Ordre national de la Légion d'honneur (promotion du 14 juillet 2013).
En janvier 2014, au moins 120 militants, dont 10 élus, ont annoncé leur démission du Parti socialiste. Des départs qui font suite à l'exclusion de Pierre Bourguignon, maire de Sotteville-lès-Rouen (Seine-Maritime) qui va conduire aux municipales une liste dissidente.
Pierre Bourguignon est mort d'une crise cardiaque le 27 mars 2019, à Saint-Aubin-lès-Elbeuf, lors d'une réunion des présidents de groupes sans étiquette de la Métropole Rouen Normandie.

## Honneurs
Membre honoraire du parlement français et maire honoraire de Sotteville-lès-Rouen.

## Décorations
- Officier de la Légion d'honneur Il est fait chevalier le 30 décembre 1995[10], puis promu officier le 12 juillet 2013[11].

## Mandats
- À partir de 2014, conseiller municipal de Sotteville-lès-Rouen et conseiller à la Métropole Rouen Normandie.

## Anciens mandats
- Député de 1981 à 1993, puis de 1997 à 2012 ;
- Conseiller régional de Haute-Normandie (1981-1989) ;
- Conseiller municipal de Sotteville-lès-Rouen (1983-1989) ;
- Maire de Sotteville-lès-Rouen (1989-2014) ;
- Président de l'Association des maires ville et banlieue de France (1993-2008) ;
- 2008-2014 : vice-président de la Communauté d'agglomération Rouen-Elbeuf-Austreberthe chargé de l'Urbanisme, du Plan de déplacements urbains et de l'Aménagement.

## Publication
- Les socialistes et la ville, L'Encyclopédie du socialisme, 2005.